# Lejonvraket
Lejonvraket är ett välbevarat skeppsvrak som påträffades i Saxarfjärden utanför Lillsved på norra Värmdö i april 2009.
Det är ett mindre handelsfartyg, knappt 22 meter mellan för- och akterstäven och riggat som ett skepp med tre master. Undermasterna från stor- och fockmasterna står fortfarande i ursprungligt läge medan mesanmasten lutar föröver. Vraket är förmodligen ett mindre holländskt flöjtskepp som gått i handelstransporter mellan Amsterdam och Stockholm och det kan preliminärt dateras till 1600-talets mitt. Det ligger på femtio meters djup.
Högst upp på rodret sitter ett snidat lejon, därav kommer namnet Lejonvraket. På botten akter om vraket ligger ytterligare skulpturer som suttit i aktern och intill stormasten finns en knekt med ett snidat huvud. Skrovet har två lastportar i aktern, genom vilka avlånga föremål kunde tas ombord.
Lejonvraket påminner om Spökskeppet som hittades utanför Gotska Sandön 2007, men är något mindre. 